# (25281) 1998 WP
1998 دابليو بي (ويعرف أيضًا باسم (25281) 1998 دابليو بي وفق تسمية الكوكب الصغير) (بالإنجليزية: 1998 WP)‏ هو كويكب ضمن حزام الكويكبات؛ وترتيبه 25281 من حيث الاكتشاف.
اكتُشف هذا الجُرم الفلكي بواسطة دنيس ك. تشيسني في 16 نوفمبر 1998.

## وصلات خارجية
- (25281) 1998 WP في قاعدة بيانات مختبر الدفع النفاث لأجرام النظام الشمسي الصغيرة

- الاكتشاف · مخطط المدار ·  العناصر المدارية · المعلمات المادية

- (25281) 1998 WP على موقع ويكي سكاي: DSS2, SDSS, GALEX, IRAS, Hydrogen α, X-Ray, Astrophoto, Sky Map, Articles and images